# Артёмов, Владислав Владимирович
Владислав Владимирович Артёмов (род. 17 мая 1954, с. Лысуха, Березинский район, Минская область) — советский и российский поэт, прозаик и публицист. Главный редактор журнала «Москва».
В 1982 году окончил Литературный институт им. А. М. Горького. Стихи печатались в журналах «Литературная учёба», «Юность», «Молодая гвардия», «Москва», «Наш современник», «Московский вестник» и других. Автор ряда книг стихотворений и прозы. 
В феврале 2022 года поддержал вторжение России на Украину.

## Премии
- Всероссийская литературная премия имени генералиссимуса А. В. Суворова
- Премия им. А. Фета (1995)
- Премия им. С. Есенина (2001)
- Международный конкурс «Литературной России» (2006)[2]
- Лауреат Пушкинской премии за 2018 год в номинации «Просветители» – «За весомый личный вклад писателя и редактора в развитие современной русской литературы»[3]
- Лауреат Патриаршей литературной премии имени святых равноапостольных Кирилла и Мефодия (2024)[4]